# Ilemodes
Ilemodes é um género de traça pertencente à família Arctiidae.